# تپه‌حصار سفید ۱
تپه حصار سفید ۱ مربوط به دوره نوسنگی است و در شهرستان کرمانشاه، بخش مرکزی، دهستان دورودفرامان، ۱۰۰ متری جنوب غرب روستای حصار سفید واقع شده و این اثر در تاریخ ۲۶ اسفند ۱۳۸۷ با شمارهٔ ثبت ۲۵۵۹۵ به‌عنوان یکی از آثار ملی ایران به ثبت رسیده است.